# Yashima-ji

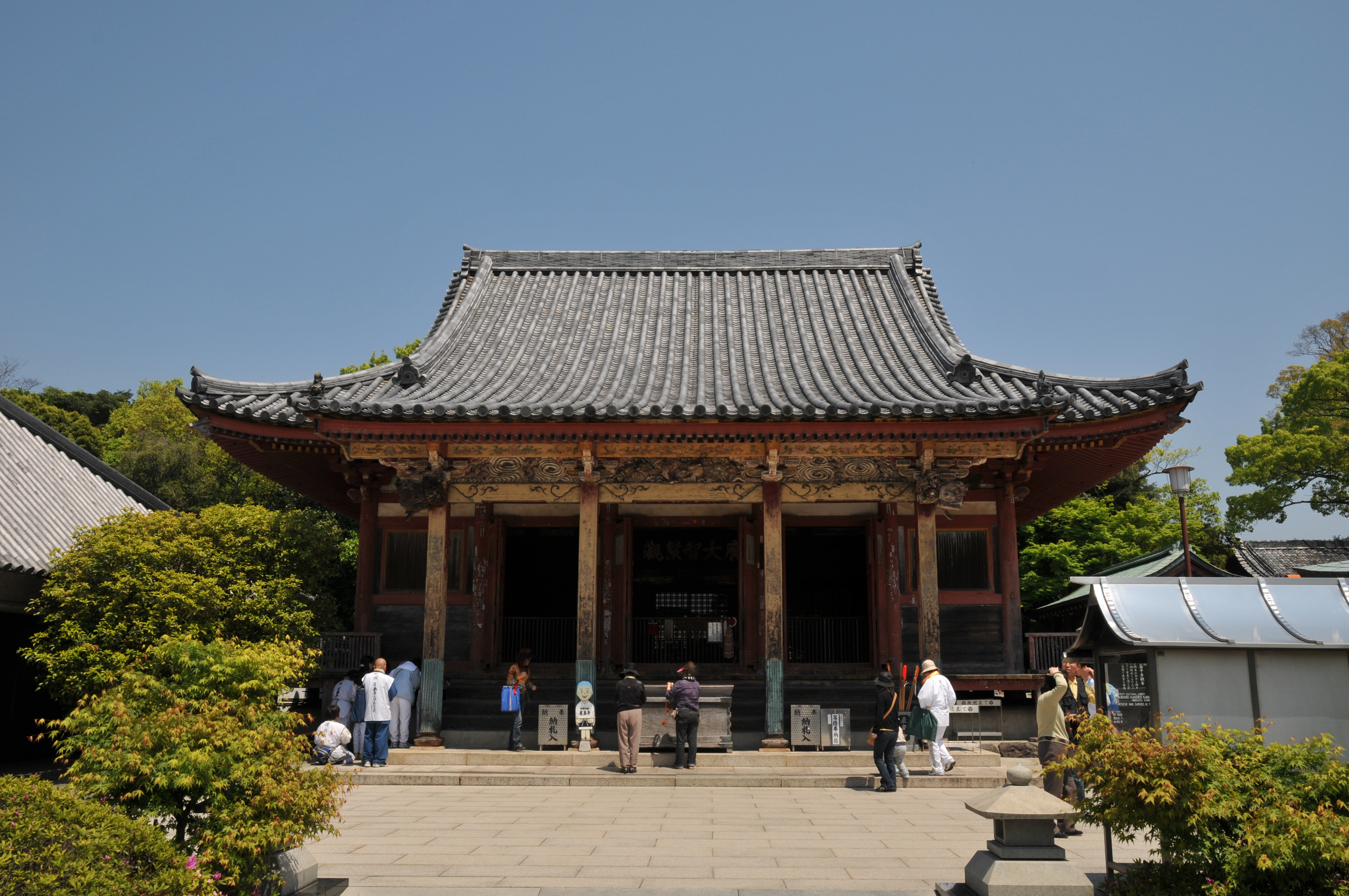
Haupthalle

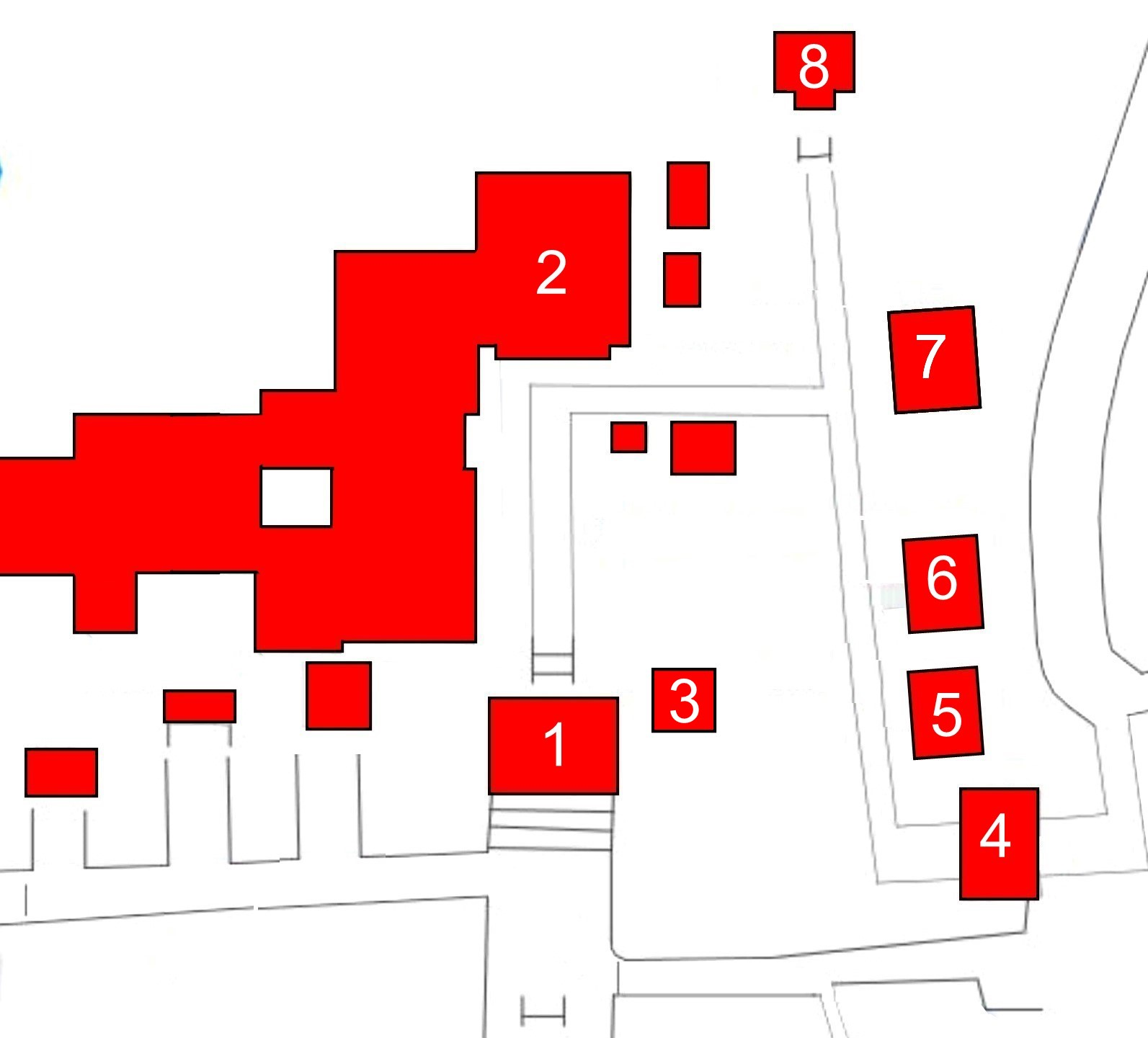
Plan der Anlage (s. Text)

Der Yashima-ji (japanisch 屋島寺), mit dem Bergnamen Nammenzan (南面山) und dem Untertempelnamen Senkōin (千光院), ist ein Tempel der Shingon-Richtung des Buddhismus in der Stadt Takamatsu in der Präfektur Kagawa. Der Tempel auf einer Anhöhe auf einer Landzunge am Ostrand der Stadt ist der 84. Tempel des Shikoku-Pilgerwegs.

## Geschichte
In der Nara-Zeit soll der chinesische Priester Jianzhen auf dem Wege nach Nara hier vorbeigekommen sein und am Nordhang auf der Halbinsel ein kleines Haus (一宇 Ichi-u) errichtet haben, in dem er eine Skulptur des Fugen Bosatsu (普賢菩薩) aufstellte. Im Jahr 816 soll Kūkai die Gebetsstätte an die Südseite verlegt haben, wo sie sich noch heute befindet. Er soll dann dort eine selbstgeschnitzte tausendarmige Kannon dort aufgestellt haben. Im Mittelalter nahm die Bedeutung des Tempels ab, aber er erhielt dann die Unterstützung der dort regierenden Ikoma und der Matsudaira und blühte wieder auf.

## Die Anlage
Auf dem ansteigenden Weg zum Tempel wird man vom unteren Tempeltor begrüßt. Zur eigentlichen Tempelanlage kommt man durch das Niō-Tor (仁王門 Niō-mon; 1) und gelangt zur Haupthalle (本堂 Hondō; 2). ist. Sie hat einen Grundriss von 5 × 5 Ken, ist im „japanischen Stil“ errichtet. Sie gehört zu wenigen Gebäuden der Anlage, die aus der Kamakura-Zeit stammen und ist als Wichtiges Kulturgut Japans (im Folgenden mit ◎ gekennzeichnet) registriert. 1618 war sie zunächst im Stil der Azuchi-Momoyama-Zeit wieder errichtet worden, aber als man 1957 das Gebäude zur Reparaturzwecken auseinandernahm, entdeckte man alte Bauteile aus der Kamaruka-Zeit und beschloss, es im alten Stil wieder zu errichten. Rechts neben dem Niō-Tor steht der Glockenturm (鐘楼 Shōrō; 3).
Der Tempelbereich ist auch durch das „Große Osttor“ (東大門 Higashi Daimon; 4) zu erreichen. Biegt man gleich nach Norden ab, sieht man auf der rechten Seite nacheinander die Kantai-dō (干躰堂; 5), die Santai-dō (三躰堂; 6) und die dem Tempelgründer geweihte Taishi-dō (大師堂; 7) und hat schließlich vor sich, über eine Treppe zu erreichen, den Kumano-Gongen-Schrein (熊野権現社 -jinja; 8) vor sich.

## Schätze des Tempels
- Verehrt wird eine sitzende Tausendarmige Kannon (◎), die aus einem Stück Eichenholz gefertigt wurde. Stilmerkmale, wie die der Glanz (光背 kōhai) Hände, deuten darauf hin, dass sie Anfang des 10. Jahrhunderts hergestellt worden ist. Die Figur sitzt in sich ruhend, ihr Gewand ist wellenförmig (翻波式 Bampashiki) geschnitzt, was typisch für die Heian-Zeit ist.
- Im Glockenturm vor der Haupthalle hängt eine alte Glocke (梵鐘 Bonshō; ◎). Sie soll vom in der Provinz Sanuki lebenden Renanmida-butsu (蓮阿弥陀仏) zur Stärkung des Buddhismus im Jahr 1233 aus Bronze nach dem Igu-Verfahren (鋳繰) gegossen worden sein.
- An der Ostseite der Haupthalle stehen die als Minoyama Daimyōshin (蓑山大明神) verehrten Marderhunde, einmal der „Feldherr von Shikoku“ (四国の大将 Shikoku no taishō), dann der Tasaburō (太三郎), der zu den „Drei großen Marderhunden Japans“ (日本三大狸) zählt.[A 1]

## Bilder

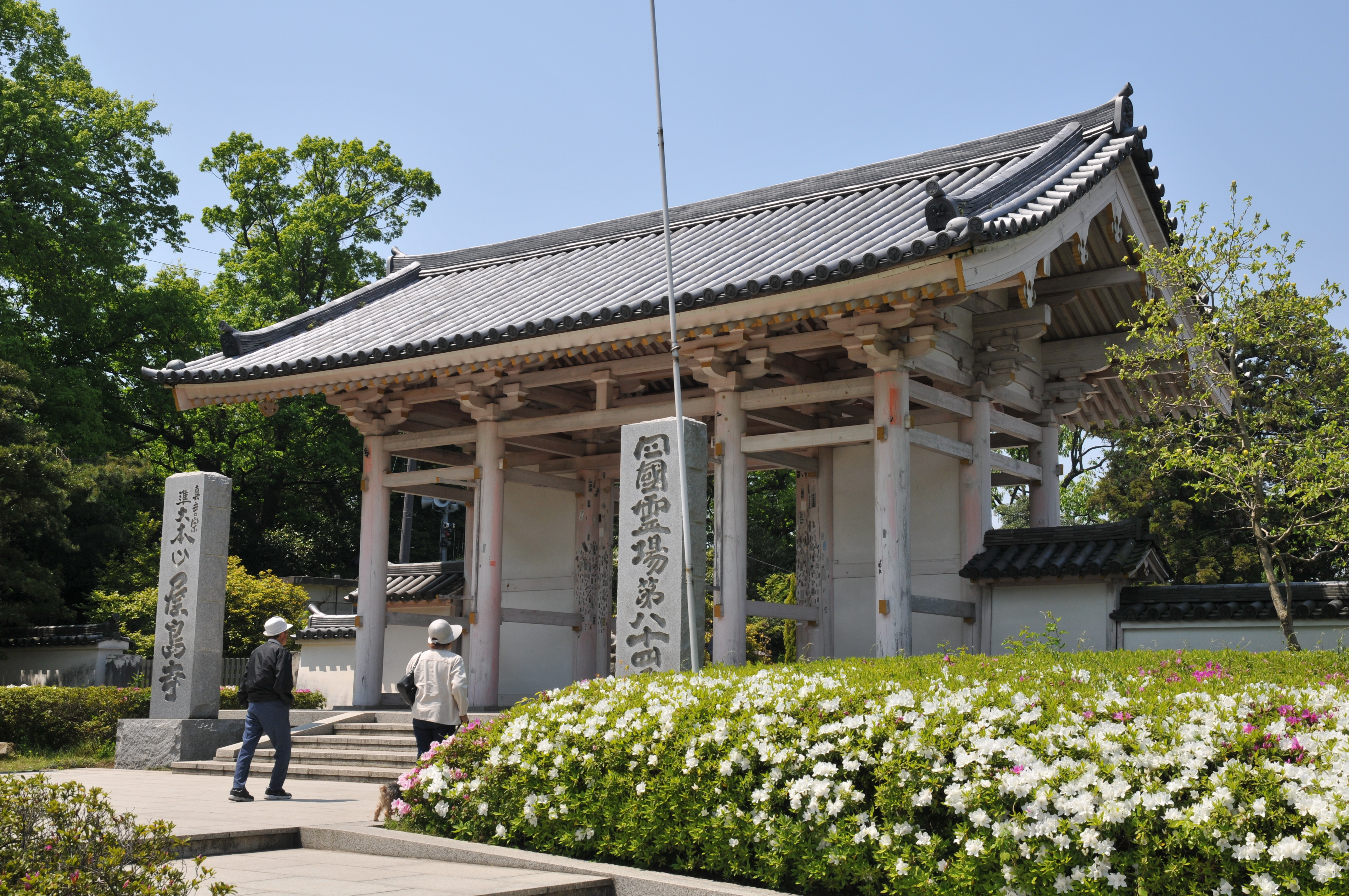
Unteres Tempeltor
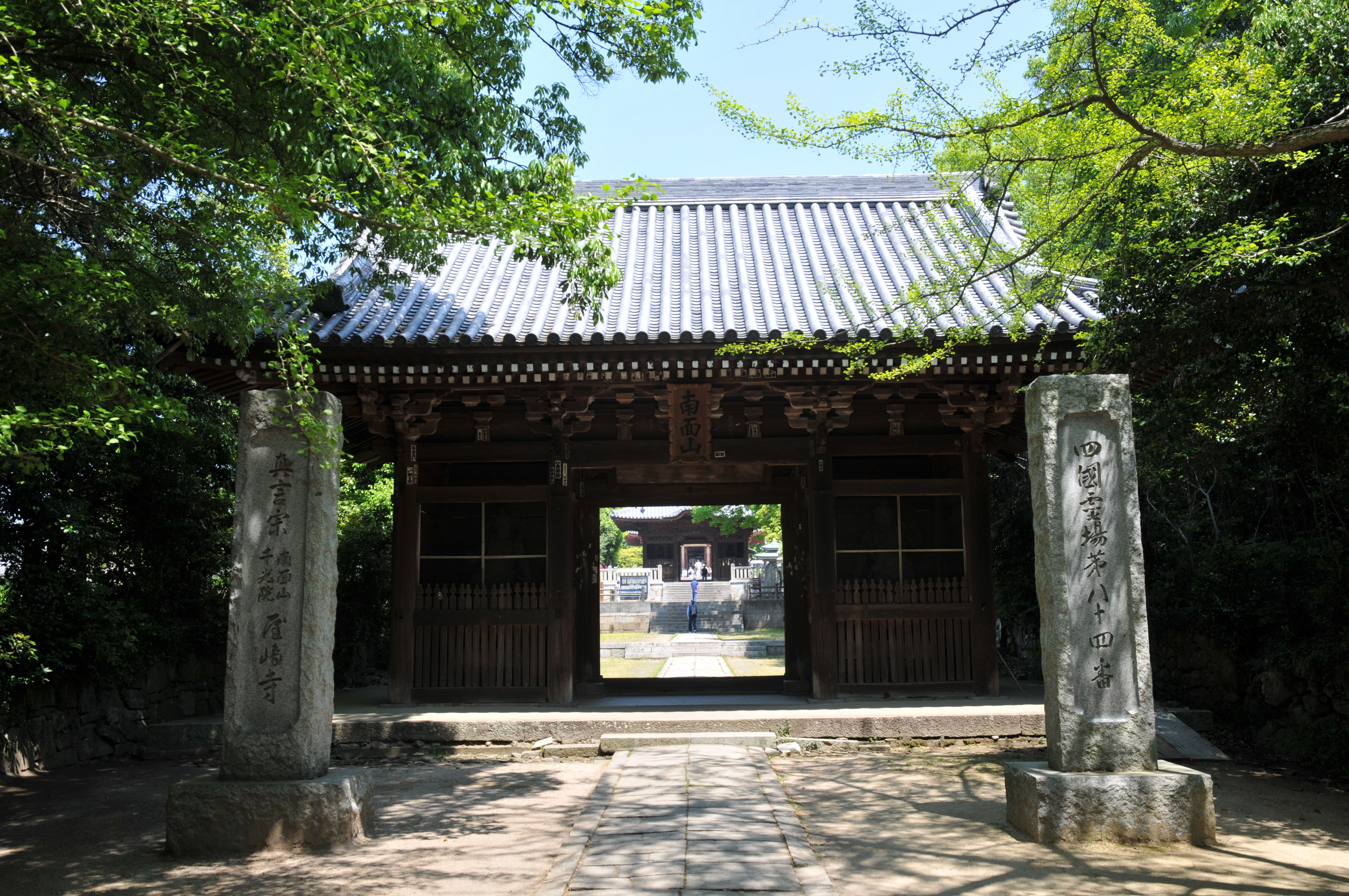
Niō-Tor
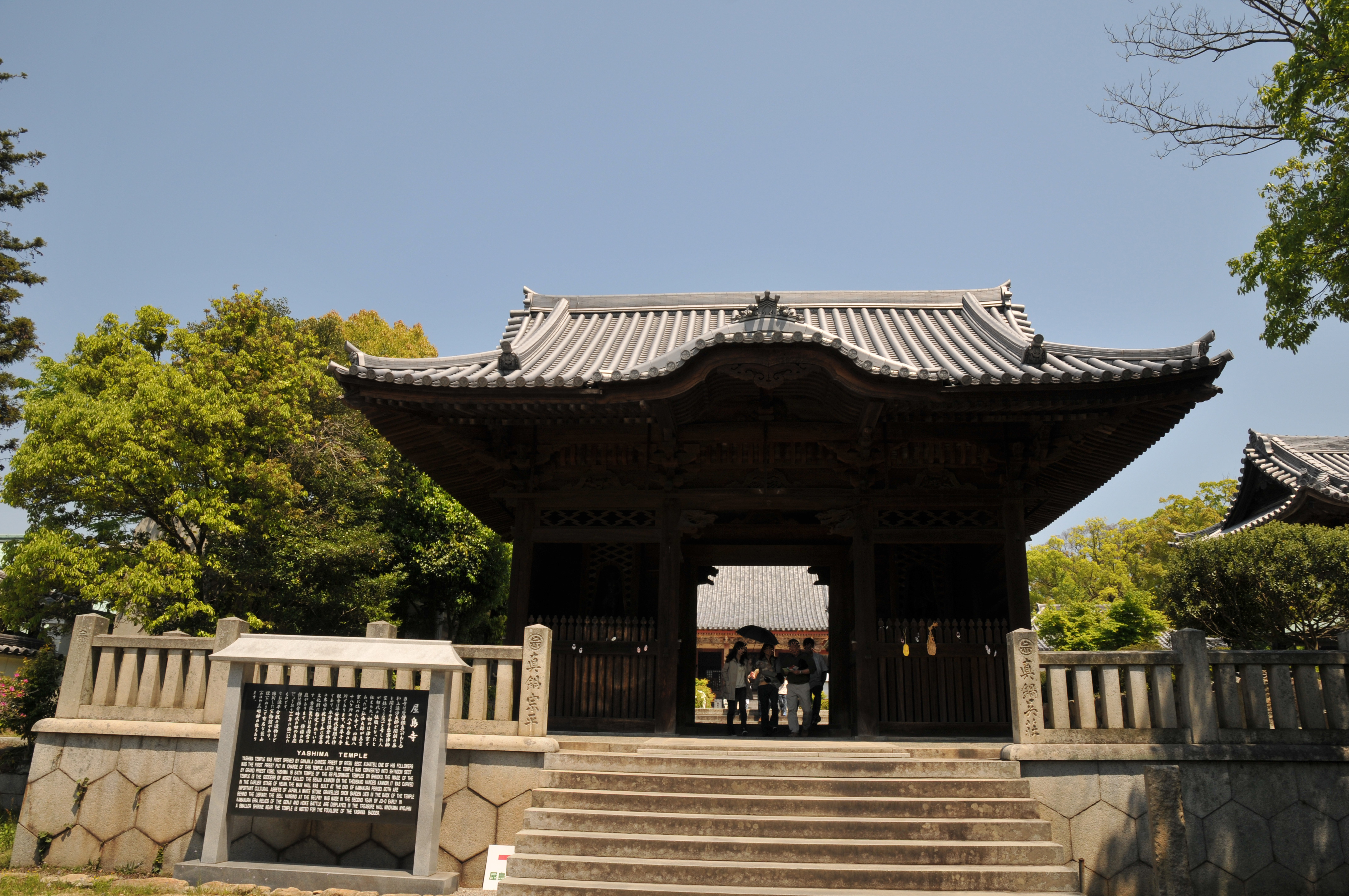
Großes Osttor
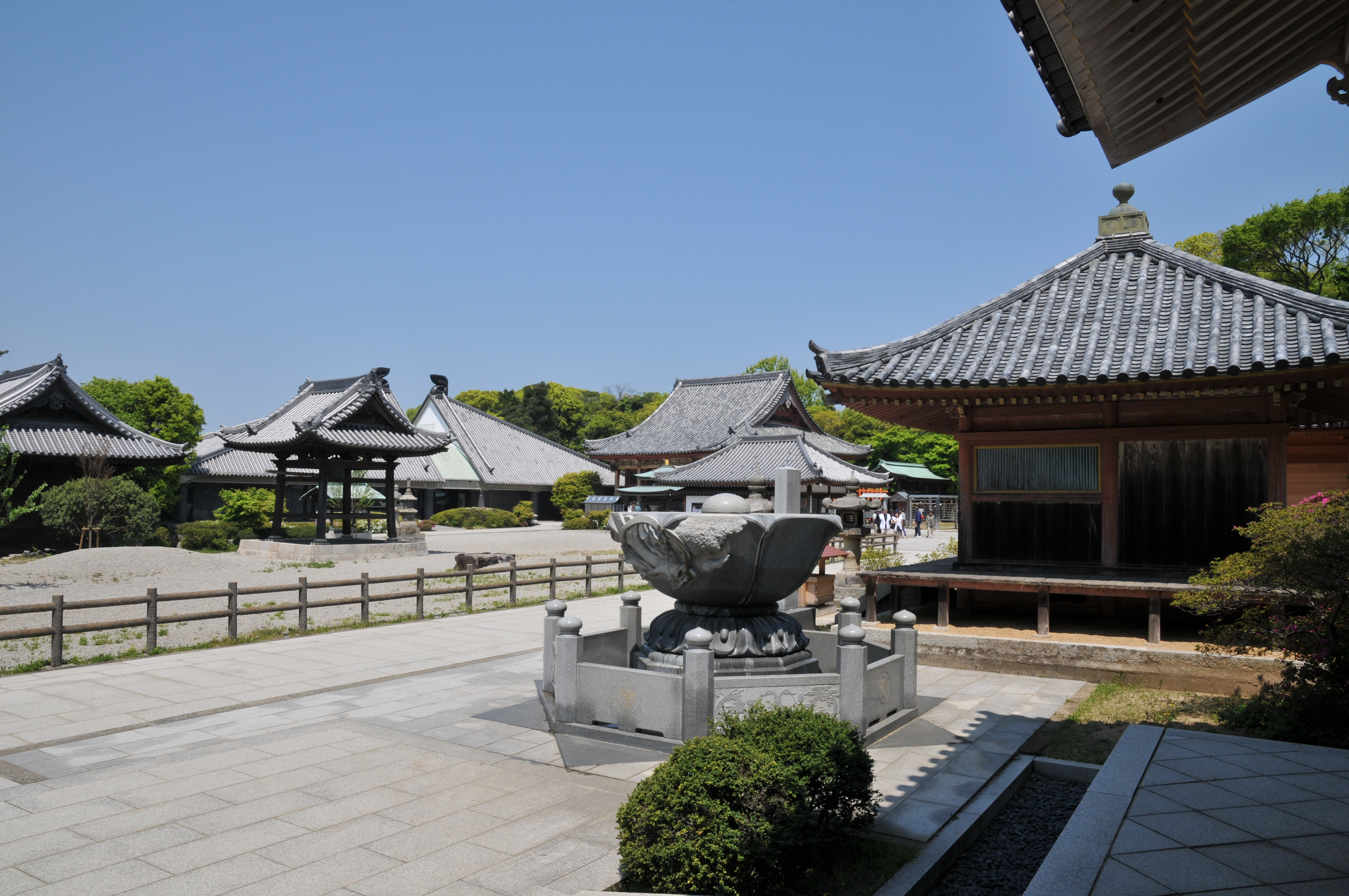
Übersicht, rechts die Kantai-dō
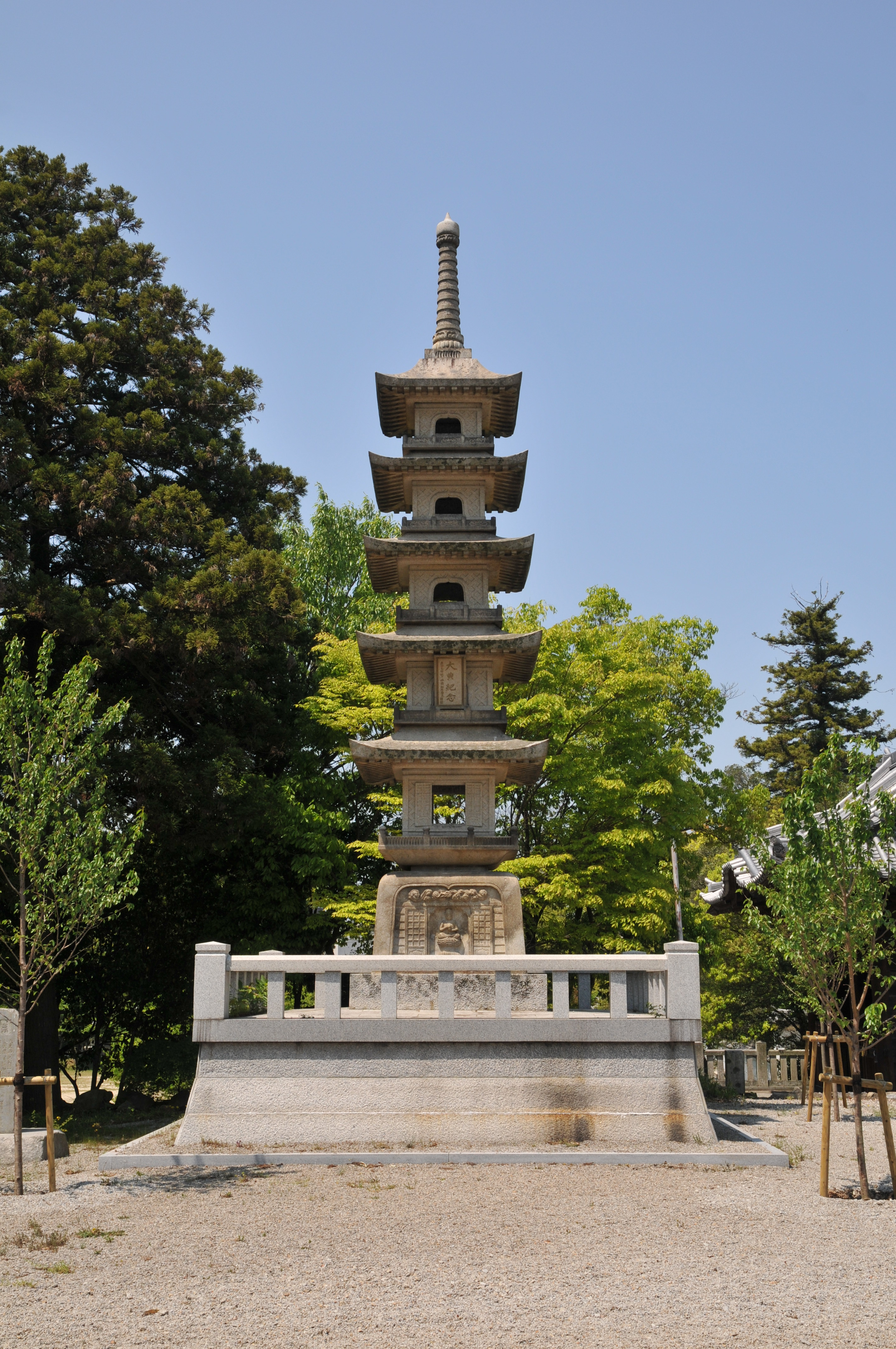
Pagode
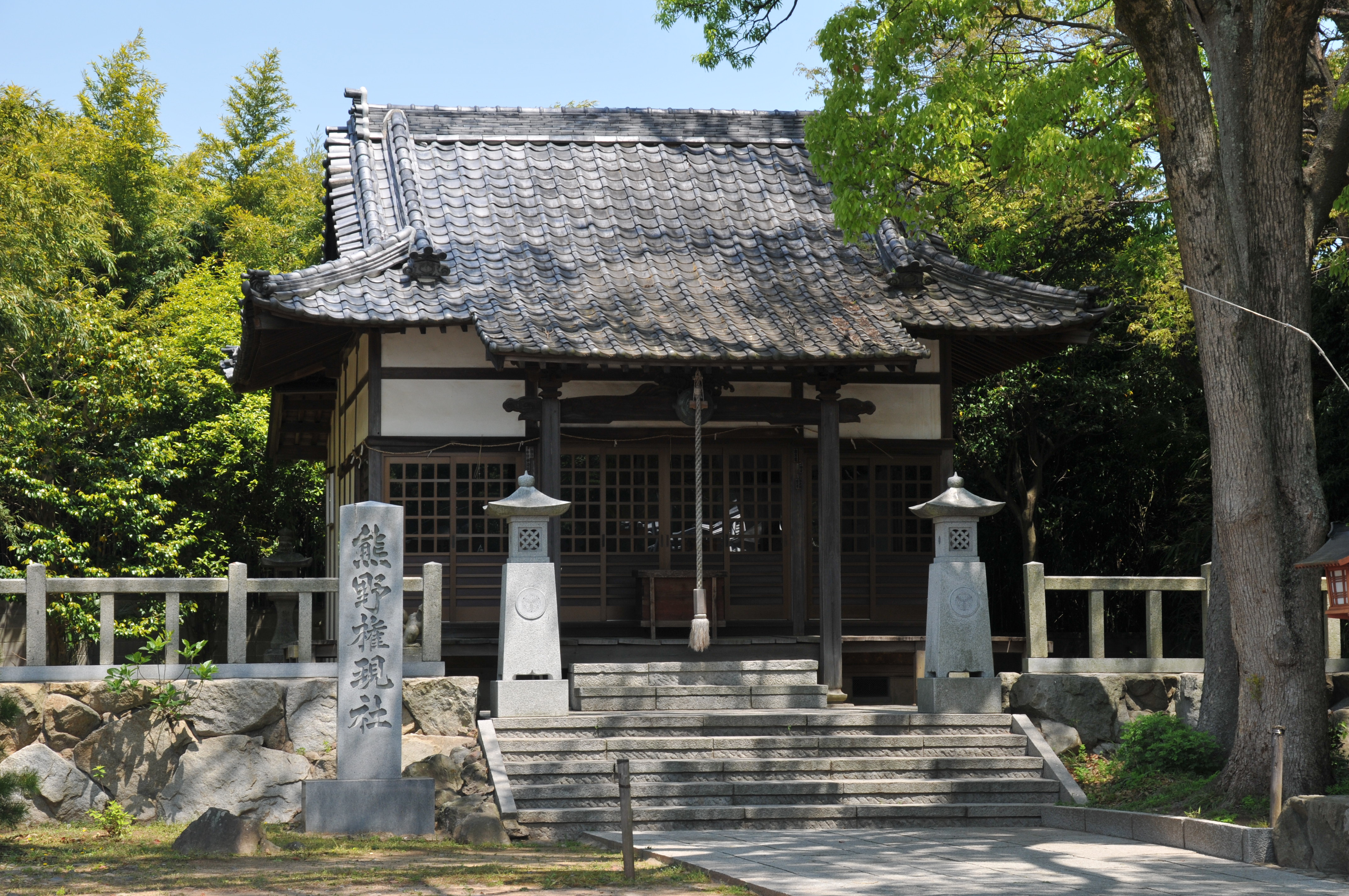
Kumano-Gongen-Schrein
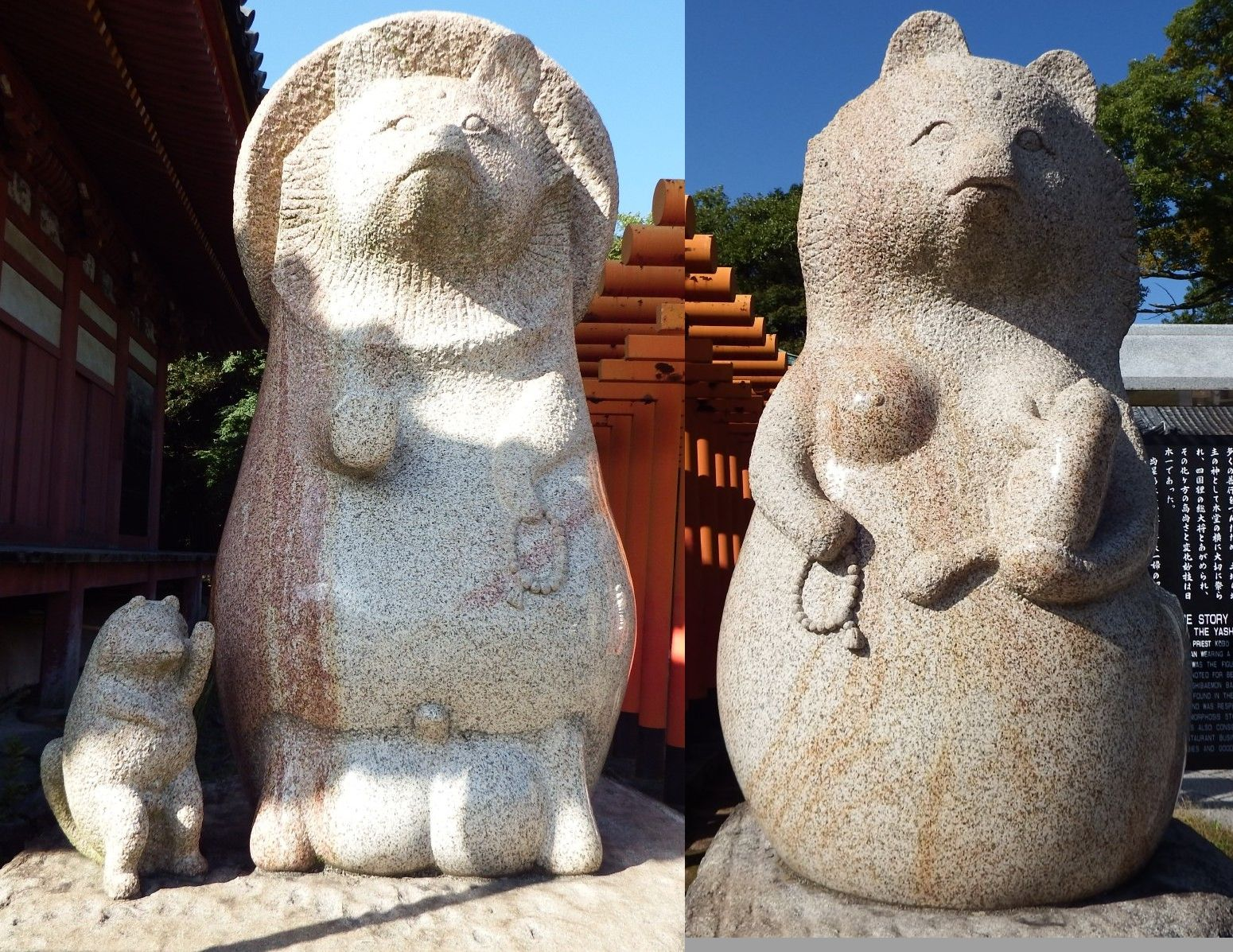
Marderhunde